# Fuori dalle corde
Fuori dalle corde è un film del 2007, diretto da Fulvio Bernasconi. È il primo lungometraggio del regista.

## Trama
Michele Lo Russo, detto Mike, è un pugile trentenne, orfano di entrambi i genitori, che vive a Trieste. Assecondato dalla sorella Anna, operaia in una pescheria, nutre importanti ambizioni in seno al mondo della boxe, ma una sconfitta decisiva gli causa la rottura del rapporto con il suo manager, che non gli rinnova il contratto. Profondamente deluso ed economicamente in difficoltà, deve trasferirsi a casa di Anna, e poco dopo entra nel giro dei combattimenti clandestini, dove impone la sua forza fisica e vince molti incontri, ricavando ingenti somme di denaro.
Mosso da spirito di ribellione, lascia la sorella; incontra Ramirez, il quale a sua volta si guadagna da vivere con i combattimenti clandestini, e va a vivere con lui. Tra i due si instaura un legame di amicizia, ma Michele, in fondo sensibile e disgustato dallo squallido mondo di cui è entrato a far parte, capisce presto di voler cambiare vita. Frustrato e confuso, reagisce con violenza ad una visita della sorella, che tenta di riportarlo a casa. Poi, rimasto solo, manifesta tutto il proprio malessere.
Dopo un incontro, Michele comunica di non voler più combattere. L'organizzatore delle sfide illegali Bargni, allora, gli fa una proposta: calcare un'ultima volta le scene, con la prospettiva di guadagnare trentamila euro in caso di vittoria. La cifra permetterebbe a Michele di estinguere ogni debito, e darebbe a lui e alla sorella la serenità necessaria. Così, viene accompagnato in Svizzera, dove dovrà battersi all'interno di una piscina vuota. Con sua grande sorpresa, si trova di fronte come avversario Ramirez. Tenta allora di abbandonare l'arena improvvisata, ma viene costretto dall'amico a combattere. Accidentalmente, lo fa cadere a terra. Ramirez picchia la testa ed è ridotto in fin di vita, mentre Michele invoca l'aiuto di Bargni, che invece fugge, rivelando fino in fondo il proprio squallore morale.
Michele prende in spalla Ramirez, raggiunge una strada nelle vicinanze e lo carica su un'automobile di passaggio. Infine si incammina sulla strada buia e deserta.

## Riconoscimenti
- 2007 - Locarno Film Festival
  - Pardo per la miglior interpretazione maschile a Michele Venitucci (ex aequo con Michel Piccoli per Sous les toits de Paris)
  - Candidatura al Pardo d'oro per Fulvio Bernasconi